# Alt Àneu
Alt Àneu è un comune spagnolo di 407 abitanti situato nella comunità autonoma della Catalogna, costituito nel 1970 unificando i comuni di Isil, Son, Sorpe e Valencia de Areo.